# Нойберг-ан-дер-Мюрц
Нойберг-ан-дер-Мюрц (нем. Neuberg an der Mürz) — ярмарочная коммуна (нем. Marktgemeinde) в Австрии, в федеральной земле Штирия. 
Входит в состав округа Брукк-Мюрццушлаг. Площадь коммуны составляет 274,83 км², население — 2346 человек (1 января 2021), плотность населения — 9 чел./км². Официальный код  —  62144.

## География

### Географическое положение
Нойберг расположен в верхней долине реки Мюрц и у подножия вершины Шнееапльпе, к северо-западу от Мюрццушлага.

### Административно-территориальное деление
1 января 2015 года ранее независимые общины Альтенберг-ан-дер-Ракс, Капеллен и Мюрцштег были присоединены к Нойбергу в качестве кадастровых общин.
Территория коммуны включает 22 населенных пункта (нем. Ortschaft) (в скобках указано количество жителей на 1 января 2021 года):
- Альпль (536)
- Альтенберг (249)
- Арцбах (72)
- Добрайн (74)
- Дорф (230)
- Дюрренталь (10)
- Фрайн-ан-дер-Мюрц (33)
- Грайт (30)
- Кальтенбах (3)
- Капеллен (423)
- Крампен (112)
- Ланау (42)
- Лехен (67)
- Мюрцстег (134)
- Нойдёрфль (80)
- Нидеральпль (11)
- Раксен (40)
- Шайтербоден (39)
- Штайнальпль (2)
- Штоен (142)
- Тебрин (4)
- Файчбах (13)

В состав коммуны также входит шесть кадастровых общин (нем. Katastralgemeinden) (в скобках приведена площадь на 2019 год):
- Альтенберг (5767.14 га)
- Фрайн-ан-дер-Мюрц (2431.61 га)
- Капеллен (4463.07 га)
- Крампен (3103.07 га)
- Мюрцстег (8427.43 га)
- Нойберг (3289.64 га)

## Население
| Год  | Численность |
| ---- | ----------- |
| 1869 | 5326        |
| 1889 | 6161        |
| 1890 | 6877        |
| 1900 | 6444        |
| 1910 | 6230        |
| 1923 | 5322        |
| 1934 | 4731        |
| 1939 | 4357        |
| 1951 | 4664        |
| 1961 | 4489        |
| 1971 | 4049        |
| 1981 | 3460        |
| 1991 | 3353        |
| 2001 | 3132        |
| 2011 | 2845        |
| 2021 | 2346        |

## Политическая ситуация
Бургомистр коммуны — Альберт Фельзер (СДПА) по результатам выборов 2005 года.
Совет представителей коммуны (нем. Gemeinderat) состоит из 15 мест.
- СДПА занимает 8 мест.
- АНП занимает 6 мест.
- АПС занимает 1 место.